# Saidur Rahman Dawn
Saidur Rahman Dawn, född 18 januari 1963, är en friidrottare från Bangladesh. Han deltog vid olympiska sommarspelen 1984.